# دانيال فووت
دانيال فووت (بالإنجليزية: Danielle Foote)‏ هي مغنية أسترالية، ولدت في 8 يونيو 1987.